# Тушама (приток Ангары)
Тушама — река в Усть-Илимском районе Иркутской области России. Длина составляет 234 км. Площадь водосбора — 3400 км².
Начинается на северной окраине Прудинских болот. От истока течёт на север в окружении поросших лесом холмов и мимо озера Тушама, затем отклоняется к северо-востоку. От устья Зеленды снова течёт на север по берёзово-лиственничным лесам. В среднем течении долина реки заболочена. От устья Стана течёт в восточном направлении по расширяющейся заболоченной долине. Ниже порога Оленья Шивера пересекает горы по узкому ущелью. Впадала в реку Ангара на её 773 км по левому берегу у деревни Тушама, после строительства Богучанской ГЭС впадает в Богучанское водохранилище.

## Притоки
Объекты перечислены по порядку от устья к истоку.
- 19 км: Грязнуха[7] (пр.)
- 21 км: Артельная[7] (лв.)
- 30 км: Чагочан[7] (лв.)
- 31 км: Юктэкэн[8] (пр.)
- 49 км: Верея[7] (лв.)
- 54 км: Немтуга[7] (пр.)
- 60 км: Вереюшка 1-я[7] (пр.)
- 82 км: Шостакай[7] (пр.)
- 98 км: Зелинда[6] (лв.)
- 105 км: Коняга[6] (лв.)
- 107 км: Первая Огнёвка[6] (пр.)
- 119 км: Кряж[6] (лв.)
- 128 км: Пороховая[6] (пр.)
- 136 км: Аксенов[6] (лв.)
- 140 км: Стан[6] (лв.)
- 175 км: Зеленда[6] (лв.)
- 184 км: река без названия (пр.)
- 185 км: река без названия (лв.)
- 190 км: река без названия (пр.)
- 194 км: Секихта[5] (лв.)
- 211 км[Комм 2]: река без названия (лв.)

## Данные водного реестра
По данным государственного водного реестра России относится к Ангаро-Байкальскому бассейновому округу, речной бассейн реки — Ангара, речной подбассейн реки — Ангара от створа гидроузла Братского водохранилища до Енисея, водохозяйственный участок реки — Ангара от Усть-Илимского гидроузла до Богучанского гидроузла. Код объекта в государственном водном реестре — 16010300212116200015996.

## Комментарии
1. ↑  Согласно «Ресурсам поверхностных вод СССР», в качестве начала Тушамы берётся река Секихта, а сами верховья Тушамы считаются безымянной рекой длиной 40 км, впадающей справа на 194 км от устья.
2. ↑  Согласно «Ресурсам поверхностных вод СССР», впадает слева на 17 км в безымянную реку, впадающую в Тушаму справа на 194 км.